# 촉토 스타디움
촉토 스타디움(Choctaw Stadium)은 과거 글로브 라이프 파크(Globe Life Park)로 불렸던 미국텍사스주 알링턴에 있는 다목적 경기장이다. 1994년 4월 알링턴의 야구장(영어: The Ballpark in Arlington)이라는 이름의 야구장으로 개장했으며, 1994년부터 2019년까지 메이저 리그 베이스볼의 텍사스 레인저스의 홈 구장이었다. 인근의 알링턴 스타디움을 대체했으며, 이후 글로브 라이프 필드로 이어졌다.
2020년, 이 경기장은 미식축구와 축구를 위해 개조되었다. 현재 FC 댈러스의 예비팀인 MLS 넥스트 프로의 노스 텍사스 SC와 UFL의 알링턴 레니게이스의 홈 구장이다.
2021년 8월 25일, 촉토 카지노 & 리조트(Choctaw Casinos & Resorts)가 경기장의 명명권을 구매했다.

## 역사
1989년 4월, 레인저스 구단주 에디 차일스는 조지 W. 부시가 이끄는 투자 그룹에 팀을 매각했다. 노후화된 알링턴 스타디움은 구식이었고 다른 야구 프랜차이즈의 수익성을 높이는 데 도움이 되는 편의 시설이 없었다. 그 결과 팀은 좋은 선수들을 영입하기 위해 다른 대도시 팀들과 경쟁할 수 없었다. 사적인 자금 조달 대신 공공 자금으로 프로젝트를 지원하기 위해 레인저스는 알링턴을 떠나겠다고 위협했다. 알링턴시는 투표자들이 국민투표를 통해 자금 승인을 설득하기 위해 브로슈어를 인쇄하고, 텔레마케팅 전화를 걸고, "핸즈 어라운드 알링턴 데이"를 계획하는 등 15만 달러를 광고 캠페인에 사용했다. 1991년 1월 19일, 투표자의 65% 이상이 새 야구장 건설 비용(1억 9천 1백만 달러 중 1억 3천 5백만 달러)의 71%를 시 정부가 부담하는 데 동의했다. 이 계약은 건설 자금으로 판매세를 0.5% 인상하는 것을 포함했다. 텍사스 입법부의 양원 모두 야구장의 공공 목적을 만장일치로 승인했으며, 텍사스 주지사 앤 리처즈가 이를 법으로 제정했다.
계약의 일부로 시는 건설 관리를 위해 별도의 법인인 알링턴 스포츠 시설 개발청(ASFDA)을 설립했다. ASFDA는 시에서 부여받은 권한을 사용하여 주차장 및 향후 개발을 위해 수용권을 사용하여 경기장 부지 주변의 여러 필지를 점유했다.
알링턴의 야구장이라고 불리는 경기장 건설은 1992년 4월 2일, 대체할 경기장인 알링턴 스타디움에서 멀지 않은 곳에서 시작되었고, 새로운 알링턴의 야구장은 1994년 4월 1일 레인저스와 뉴욕 메츠 간의 시범 경기로 개장했다. 첫 공식 경기는 4월 11일 밀워키 브루어스와의 경기였다.
아메리퀘스트(Ameriquest)는 2004년 5월 7일 야구장 명명권을 사들여 아메리퀘스트 필드 인 알링턴으로 이름을 변경했다. 레인저스는 2007년 3월 19일 아메리퀘스트와의 관계를 단절하고 경기장 이름을 레인저스 볼파크 인 알링턴으로 변경한다고 발표했다.
레인저스 야구 경기를 관람한 가장 많은 관중은 2010년 10월 30일 2010년 월드 시리즈 3차전에서 샌프란시스코 자이언츠를 상대로 52,419명의 팬이 관람했을 때였다.
매키니에 본사를 둔 글로브 라이프의 자회사인 글로브 라이프 및 액시던트 보험 회사(Globe Life and Accident Insurance Company)는 2014년 2월 5일 시설의 명명권을 사들여 알링턴의 글로브 라이프 파크(영어: Globe Life Park in Arlington)로 명명했다.
2016년 5월 20일, 레인저스는 2020년 시즌부터 글로브 라이프 파크에서 새로운 글로브 라이프 필드로 이전할 계획이라고 발표했다. 새로운 에어컨 시설을 갖춘 경기장은 개폐식 지붕을 특징으로 할 예정이었는데, 많은 사람들은 뜨거운 텍사스 여름 동안 시즌이 진행됨에 따라 경기를 관람할 때 더위에 앉아 있고 싶지 않은 사람들에게 경기장 수익을 늘릴 수 있다고 주장했다. 특히 오후에 진행되는 경기에서 더욱 그러했다. 새로운 야구장에 대한 투표는 11월 8일(2016년 미국 대통령 선거와 같은 날) 알링턴 시 내 거주자들을 대상으로 시작되었다. 야구장은 60%의 찬성표로 통과되었다. 경기장은 2020년 시즌에 개장했다.

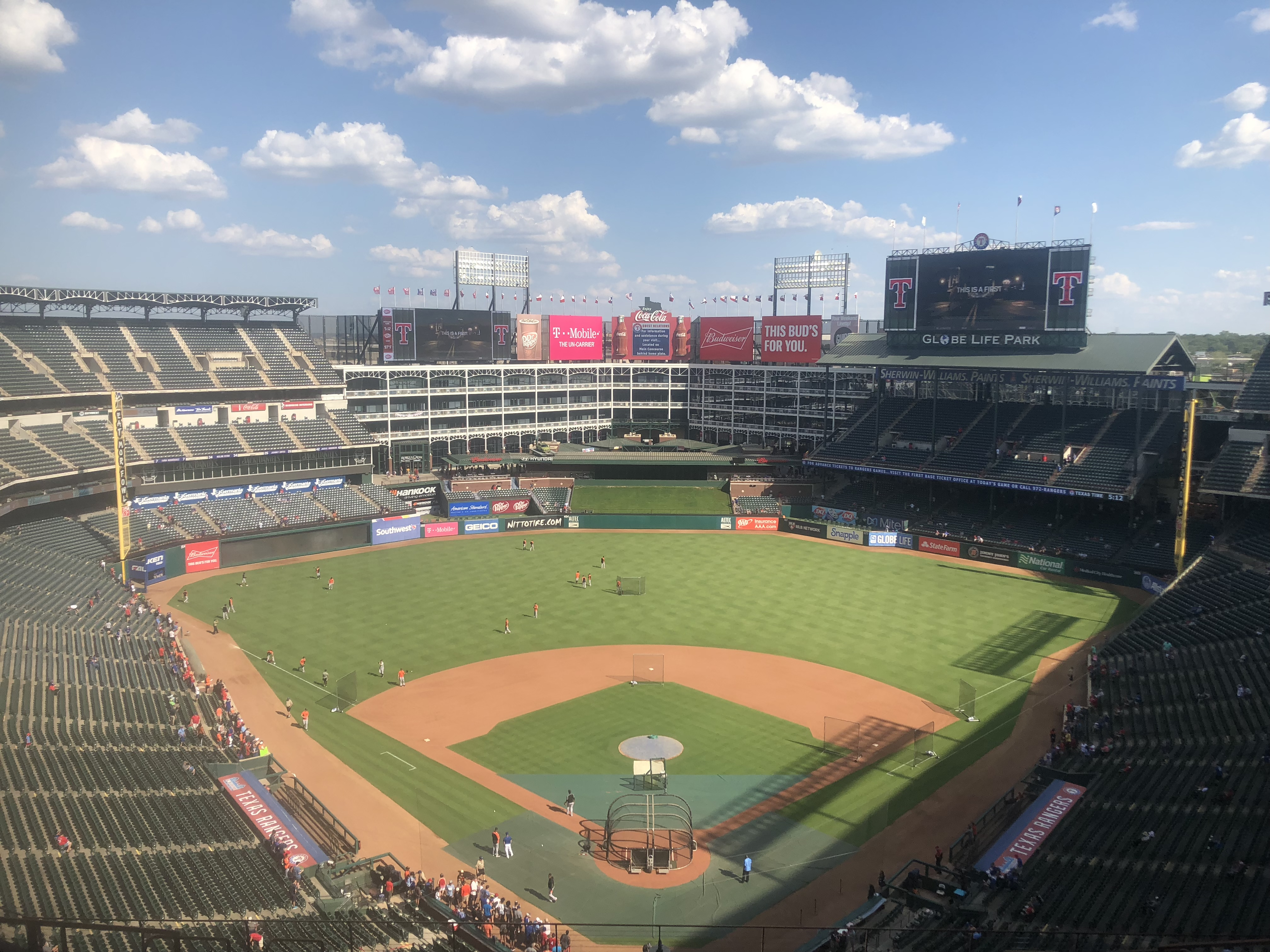
2018년 당시 글로브 라이프 파크였던 촉토 스타디움

새로운 경기장은 랜돌 밀 로드와 카우보이즈 웨이 사이의 지상 주차장 부지에 글로브 라이프 파크 남쪽에 지어졌다. 새로운 경기장과 글로브 라이프 파크 사이의 공간은 더 코디쉬 컴퍼니즈(The Cordish Companies)가 개발한 텍사스 라이브!(Texas Live!)라는 엔터테인먼트 단지로 건설되었으며, 완공 시 스포츠 바, 레스토랑, 300개의 객실을 갖춘 호텔이 3단계로 개발될 예정이다. "레인저스 리퍼블릭"으로 불리는 1단계는 여러 레스토랑과 인터랙티브 게임 및 실제 기념품을 제공하는 2층 규모의 공간이다. 2단계는 라이브! 아레나(Live! Arena)로, 레스토랑, 콘서트용 공연 무대, 야외 비어 가든을 제공하는 다층 공간이다. 엔터테인먼트 지구의 앵커가 될 세 번째 공간인 알링턴 백야드(Arlington Backyard)는 콘서트, 자선 행사 및 지역 사회 행사를 개최할 수 있는 크고 지붕이 있는 공간을 요구한다.

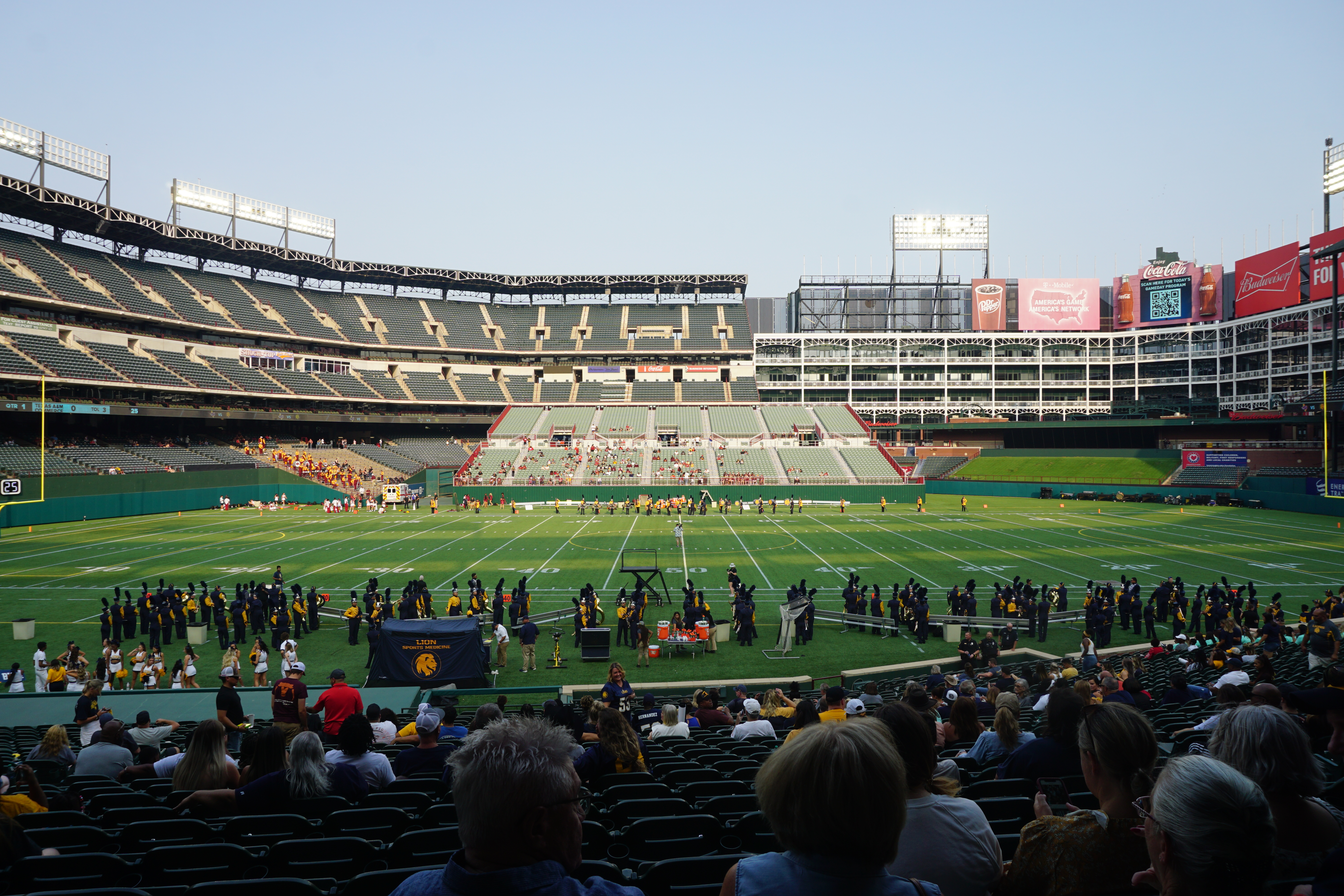
미드웨스턴 스테이트 머스탱스 대 텍사스 A&M–커머스 라이온스 미식축구 경기 전 2021년 촉토 스타디움

알링턴 스타디움과 달리 촉토 스타디움은 철거되지 않았다. 원래 시 관계자들은 텍사스 라이브! 단지의 일부로 구조물을 재개발할 것이라고 발표했다. 재개발은 야구장의 외야 사무 단지와 파사드를 유지하고, 대부분의 콘코스는 용도를 변경할 예정이었다. 잠재적 용도에는 콘도와 소매점을 위한 콘코스 재개발, 그리고 현재 경기장을 원형극장으로 바꾸는 것이 포함되었다. 2018년 12월 5일, 시 관계자들은 이 경기장이 2020년에 리그가 데뷔하면서 새로운 XFL의 댈러스 레니게이드스의 홈 구장이 될 것이라고 발표했다. USL 리그 1 팀인 노스 텍사스 SC도 개조된 경기장에서 경기를 치를 것이라고 발표했다. 야구장의 하단 좌석, 주로 3루 쪽 좌석의 대부분은 홈 플레이트 뒤에서 볼 때 수평으로 놓인 직사각형 필드를 위한 공간을 마련하기 위해 제거되었다. 새로운 좌석은 야구장의 외야였던 곳에 추가되었다.
2019년 9월 29일, 뉴욕 양키스와의 레인저스 마지막 홈 경기 후 홈 플레이트가 제거되어 새 경기장으로 옮겨졌다. 야구 시설을 미식축구 및 축구 시설로 전환하는 경기장 개조 프로젝트는 10월에 시작되었다. 2019년 12월, 식스 플래그스 엔터테인먼트 주식회사(Six Flags Entertainment Corp.)는 다음 해에 본사를 레인저스가 이전에 사용했던 센터필드 오피스 빌딩으로 이전할 것이라고 발표했다.

## 특징

### 디자인

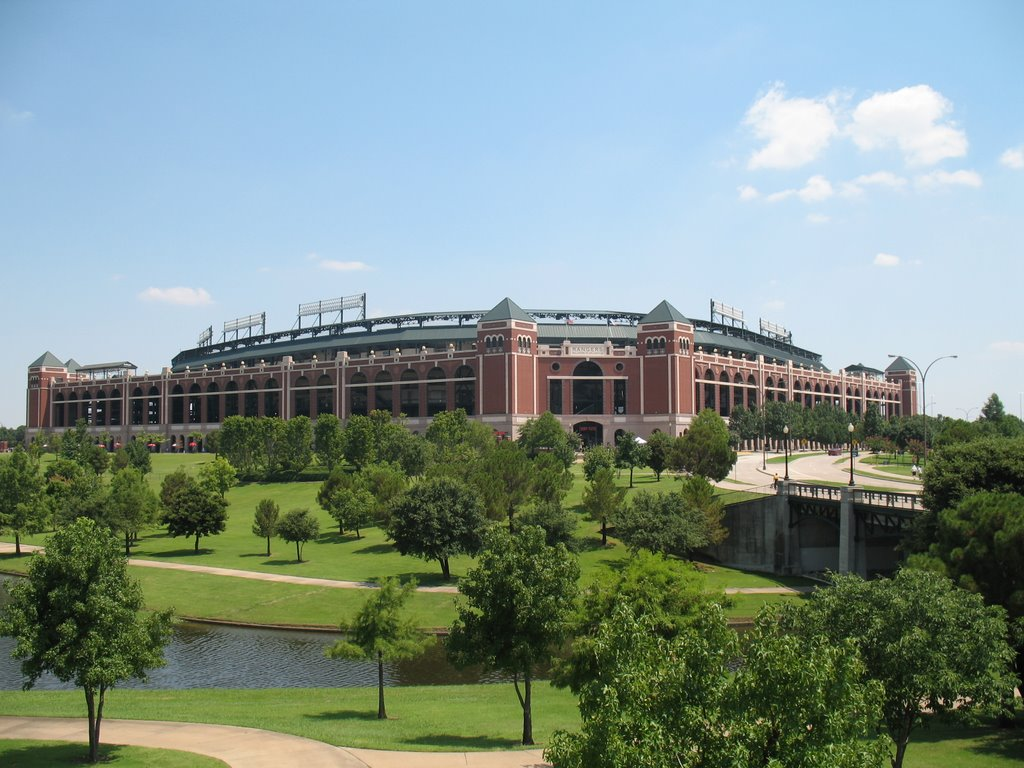
촉토 스타디움 홈 플레이트 입구 근처 공원

이 경기장은 드라이하우스상 수상자이자 신고전주의 건축가인 워싱턴 D.C.의 데이비드 M. 슈워츠가 설계했다. 레인저스는 야구의 쥬얼 박스 야구장의 많은 특징을 통합한 복고풍 야구장(복고풍 클래식 또는 복고풍 현대식)을 건설하기로 선택했다. 우측 필드에 지붕이 있는 홈런 현관은 타이거 스타디움을 연상시키며, 상층부를 둘러싼 흰색 강철 프리즈는 1973년 이전의 양키 스타디움에서 복사되었다. 좌측 필드 벽에 설치된 원정팀 전광판(2009년 제거되고 최첨단 비디오 보드로 교체됨)은 펜웨이 파크를 연상시킨다. 외야 울타리의 수많은 구석구석은 에베츠 필드를 연상시킨다. 아치형 창문은 코미스키 파크를 연상시킨다.
하지만 자체적인 몇 가지 특징이 있다. 여러 전통적인 텍사스 스타일의 석조 조각이 곳곳에 눈에 띈다. 4층짜리 사무실 건물은 지붕의 파사드와 유사한 흰색 강철 다층 파사드로 중앙 필드를 둘러싸고 있다.
경기장은 이전 알링턴 스타디움 주차장 중 하나에 건설되었기 때문에, 외야의 불규칙한 치수는 인접 구조물에 의해 강제되지 않고 독립적으로 계획되었다. 홈 플레이트, 파울 폴(2016년 시즌 이전에 교체됨), 그리고 관중석은 원래 알링턴 스타디움에 있었다. 홈 플레이트는 리처드 그린(당시 알링턴 시장), 엘지 오돔(알링턴 홈런 위원회 회장이자 이후 알링턴 시장), 그리고 조지 W. 부시(이전 레인저스 공동 구단주, 이후 텍사스 주지사 및 미국 대통령)에 의해 제자리에 삽입되었다.
경기장의 810-피트 (250 m)-길이 파사드는 벽돌과 텍사스 선셋 레드 화강암으로 만들어졌다. 바스 릴리프 프리즈는 텍사스 및 야구 역사의 중요한 장면을 묘사한다. 좌석 배치 계산은 스포츠의 새로운 경제 모델을 나타냈다. 즉, 내야에 가까운 고가의 좌석이 임계 질량을 형성하여 티켓 수익을 높였다. 경기장은 세 가지 기본 좌석 등급을 가지고 있다. 하단, 클럽 및 상단 데크. 두 층의 럭셔리 스위트룸은 클럽 층 위아래의 슬라이딩 유리문 뒤 공간을 차지한다.
경기장에는 시야 방해 좌석이 많다. 어떤 경우에는 오버행이나 언더행에 의해 시야가 가려지며, 다른 경우에는 지지 기둥 바로 앞에 있다. 또한, 상층부의 디자인은 야구장에서 가장 높은 곳 중 하나가 되었다. 좌측의 그랜드스탠드 지정석 구역에서 보이는 시야는 특히 방해된다.
2012년 시즌 이전에, 이전 방문팀 불펜 구성이 더운 날씨 경기 동안 과도한 열을 발생시켰기 때문에 방문팀 불펜은 필드와 평행하게 재구성되었다. 공사를 허용하기 위해 몇 줄의 관중석 구역이 제거되었다.

#### 그린스 힐

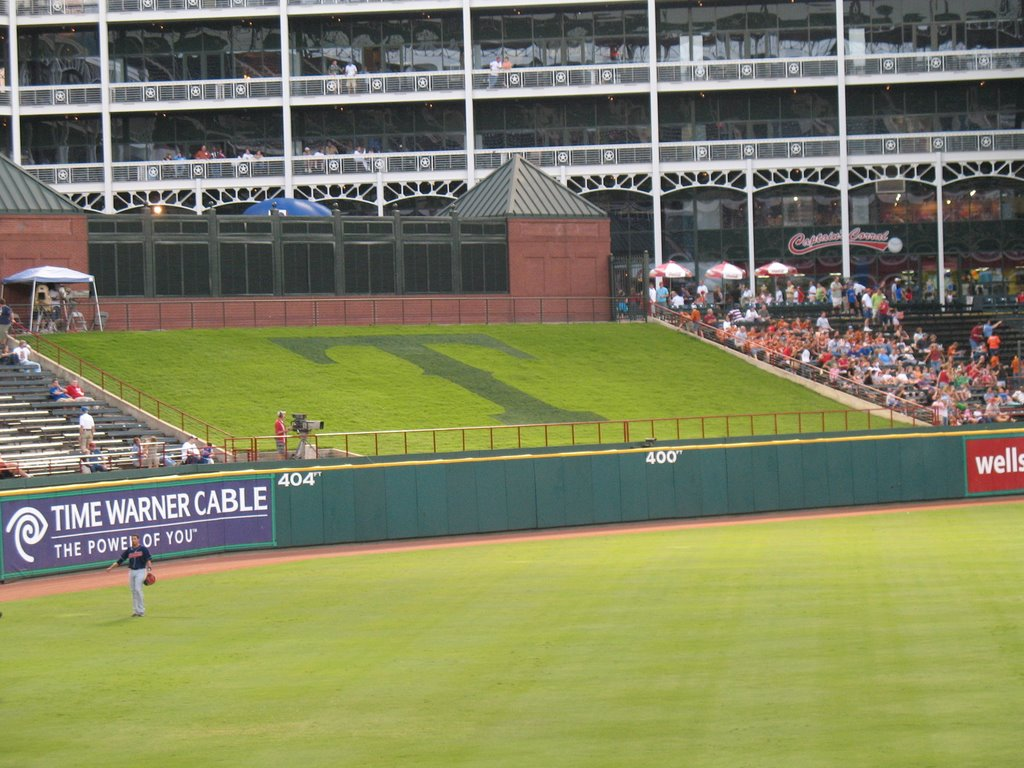
2006년 야구장 중앙 필드의 그린스 힐

그린스 힐(Greene's Hill)은 이전 중앙 필드 울타리 너머에 위치한 경사면 잔디 구역이다. 이 언덕은 배터스 아이 역할을 하여 투수 뒤에 대비되는 배경을 제공하여 타자가 투수의 투구 후 야구공을 더 쉽게 볼 수 있도록 했다. 원래 팬들을 위한 피크닉 공간으로 설계되었지만, 레인저스는 이 정책을 시행하지 않았다. 1997년 11월, 전 알링턴 시장 리처드 그린의 이름을 따서 명명되었다. 2000년대에 몇 년 동안 레인저스는 텍사스 레인저스 로고의 "T"를 잔디에 새겼다. 2010년, 레인저스는 많은 미식축구 팀들이 점수를 낼 때 하는 것과 유사하게, 레인저스가 점수를 낼 때 네 명의 소녀가 거대한 텍사스 주 깃발을 들고 뛰어다니는 전통을 시작했다. 대부분의 배터스 아이와 달리, 팬들은 홈런을 잡기 위해 언덕으로 달려갈 수 있었다.

### 좌석수
| 연도      | 좌석수 |
| --------- | ------ |
| 1994–1995 | 49,292 |
| 1996      | 49,178 |
| 1997–1999 | 49,166 |
| 2000–2005 | 49,115 |
| 2006–2008 | 48,911 |
| 2009–2011 | 49,170 |
| 2012      | 48,194 |
| 2013–현재 | 48,114 |

이 경기장은 5,704개의 클럽석과 126개의 럭셔리 스위트룸을 포함하고 있다.

### 필드 규격

야구장 시절의 필드 규격

경기장이 야구장으로 존재했던 동안, 높은 기온, 비교적 짧은 울타리, 그리고 지역의 강한 바람이 공을 휘저어 보통은 나가지 않을 공을 들어 올리도록 설계된 경기장 디자인 때문에 야구에서 가장 악명 높은 타자 친화적인 경기장 중 하나였다. 사실, 중앙의 사무실 건물과 경기장이 거리보다 22 피트 (6.7 m) 아래에 있지 않았다면 훨씬 더 많은 홈런을 허용했을 것이다.
경기장 디자인과 레인저스에서 뛰었던 많은 뛰어난 타자들의 조합으로 인해, 레인저스는 상당히 높은 홈런 기록을 세웠다. 1996년, 레인저스는 221개의 홈런을 쳤다. 그들은 1998년(201개), 1999년(230개), 2001년(241개), 2002년(230개), 2003년(239개), 2004년(227개), 2005년(260개, 1997년 시애틀 매리너스의 역대 최고 기록 264개보다 4개 적음)에 다시 200개를 넘었다. 레인저스의 이미 숙련된 많은 타자들이 이를 활용했으며, 이언 킨슬러, 아드리안 벨트레, 조시 해밀턴과 같은 일부 선수들은 여러 차례 30개 이상의 홈런 시즌을 기록했다. 기록된 가장 긴 홈런은 2019년 6월 21일 레인저스의 우익수 노마르 마자라가 우측 필드로 날린 505피트였다.
규격
| 규격           | 거리           |
| -------------- | -------------- |
| 좌측 필드      | 332 ft (101 m) |
| 좌측 중앙 필드 | 390 ft (120 m) |
| 중앙 필드      | 400 ft (120 m) |
| 우측 중앙 필드 | 377 ft (115 m) |
| 우측 필드      | 325 ft (99 m)  |

### 개폐식 지붕의 부재

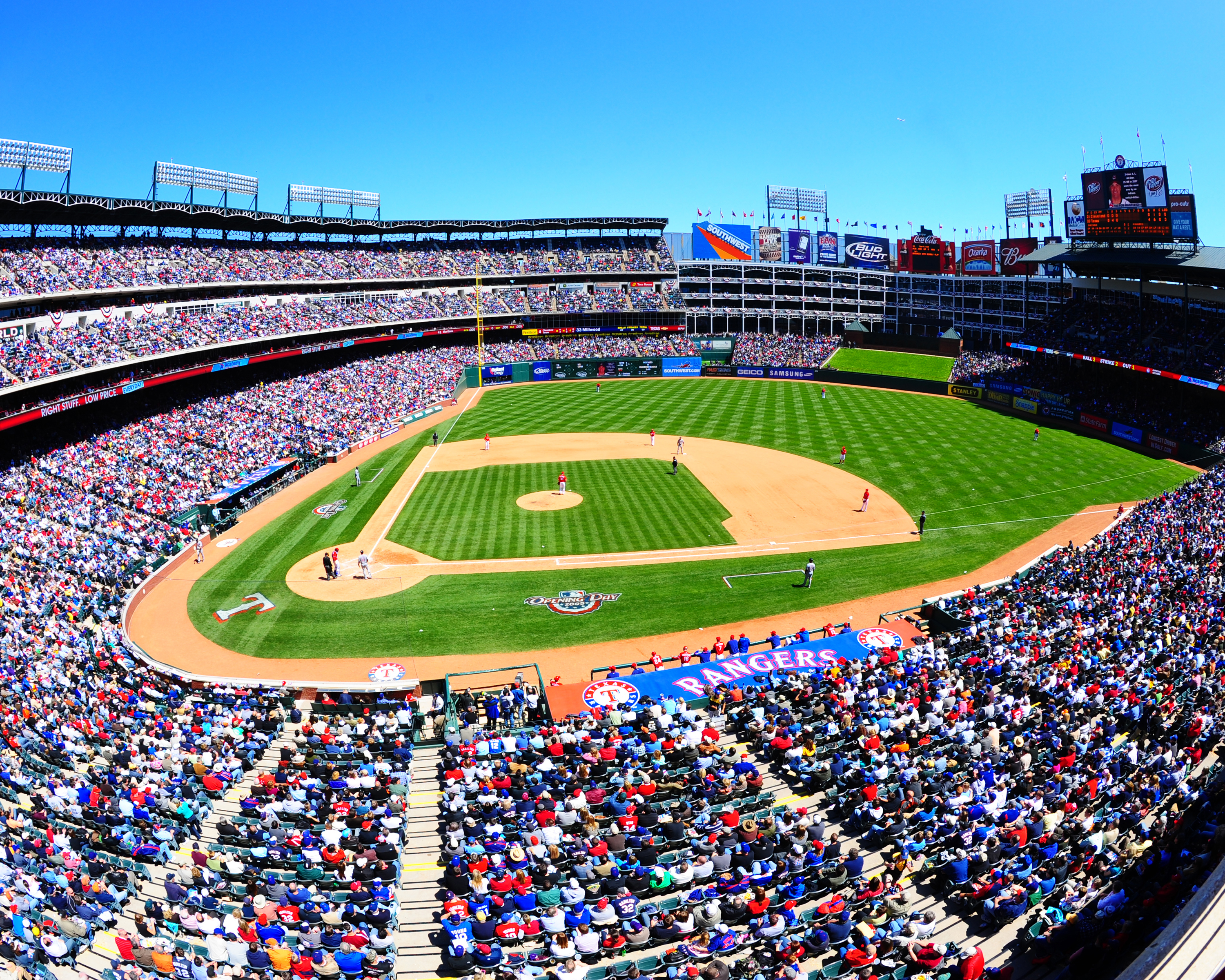
낮의 야구장

초창기에는 훌륭한 장소로 칭송받았지만, 댈러스 모닝 뉴스 기사에서는 야구 시즌 여름에 텍사스에 자주 발생하는 극심한 더위 때문에 경기장 온도가 섭씨 110 °F (43 °C) 이상으로 올라가는 점을 고려할 때, 미닛메이드 파크와 같이 돔형 또는 개폐식 지붕이 있는 것이 더 좋았을 것이라는 제안이 나오기 시작했다. 많은 이들은 강한 더위가 선수, 특히 선발 투수를 유치하는 데 걸림돌이 된다고 주장했다.
1990년대 초 알링턴 야구장이 건설되었을 때, 개폐식 지붕이 있는 메이저 리그 베이스볼 경기장은 1989년에 개장한 토론토의 스카이돔(현 로저스 센터)가 유일했다. (또한, 몬트리올의 올림픽 스타디움은 당시에도 야구장으로 사용되었으며, 1987년에 개폐식 지붕이 설치되었지만 제대로 작동하지 않아 거의 열리지 않았다.) 체이스 필드, T-모바일 파크, 미닛메이드 파크, 론디포 파크, 아메리칸 패밀리 필드와 같은 다른 현대적인 개폐식 지붕 야구장들은 이후에 건설되었다.

### 리노베이션
2010년 12월 3일, 레인저스는 2011년 시즌을 위해 경기장에 대대적인 보수 공사를 실시할 것이라고 발표했다. 이 보수 공사에는 다음이 포함되었다.
- 우측 필드(홈런 포치 위에)와 중앙 필드(사무실 건물 꼭대기에)에 새로운 닥트로닉스 HD 비디오 디스플레이 설치.
- 좌측 필드 벽에 있는 원정팀 전광판(2009년 시즌 이전에 교체됨)도 HD 기술로 업데이트되었다.
- 경기장 전체의 오디오 시스템이 새로운 스피커와 제작 장비로 완전히 개편되었다.
- 경기장 어디에서나 비디오, 점수, POS 정보와 같은 네트워크 데이터를 표시할 수 있는 새로운 "쇼 제어 시스템" 설치.
- 경기장 내 모든 디스플레이에 10개의 HDTV 채널로 라이브 TV 콘텐츠를 표시할 수 있는 IPTV 시스템 설치.

2016년 글로브 라이프 파크였던 촉토 스타디움의 파노라마

2018년 12월 5일, 2020년에 레니게이즈가 경기장으로 이전하면 경기장의 하단 스탠드가 대대적인 개조를 거칠 것이라고 발표되었다. 글로브 라이프 파크에서 촉토 스타디움으로의 전환은 SBL 아키텍처(SBL Architecture, Inc.)에서 설계했다. 미식축구 경기장 레이아웃으로의 개조가 시작되면서 텍사스 레인저스는 6,000개의 기념 좌석을 짝으로 판매했다. 개조된 하단 스위트룸에는 중계 부스와 미식축구 코치용 부스 2개가 설치되었고, 서비스 층에는 새로운 보조 라커룸 2개가 건설되었다. 레인저스 클럽하우스는 레니게이즈의 라커룸과 코치 사무실이 되었다. 레니게이즈 상대팀을 수용하기 위해 방문팀 라커룸에 라커가 추가되었다.

## 사고

### 1994년
1994년 4월 11일, 야구장에서 첫 경기가 열린 날, 술에 취한 채 사진을 찍던 홀리 민터(Hollye Minter)가 우측 필드의 난간에서 35 피트 (11 m)  아래로 떨어져 여러 뼈가 부러지는 사고를 당했고, 이로 인해 팀은 난간의 높이를 높였다.

### 2010년
2010년 7월 6일, 소방관 타일러 모리스(Tyler Morris)는 넬손 크루스의 파울 볼을 잡으려다 난간에 기대어 아래 구역으로 30 피트 (9.1 m) 떨어져 머리 부상과 심한 발목 염좌를 입었고, 그가 떨어진 곳에 있던 팬들에게는 경미한 부상을 입혔다. 그를 치료하는 동안 경기는 15분 동안 중단되었다.

### 2011년
2011년 7월 7일, 텍사스주브라운우드 출신 소방관 섀넌 스톤(Shannon Stone)은 6살 아들 쿠퍼(Cooper)와 함께 레인저스와 오클랜드 애슬레틱스의 경기를 관람하던 중, 외야수 조시 해밀턴이 요청대로 공을 던져주었다. 이를 잡으려다 섀넌은 난간 위로 넘어져 좌익수 외야 전광판 뒤 콘크리트 바닥으로 20 피트 (6.1 m) 머리부터 떨어졌다. 그는 의식이 있었고 구급대원의 처치를 받으면서 말을 했지만, 병원으로 이송 중 사망했다. 사망 원인은 둔기 외상으로 밝혀졌다. 이는 경기장 17년 역사상 네 번째 낙상 사고였다. 다음 날 경기 전에 그를 위한 묵념이 있었고, 레인저스와 애슬레틱스 모두 유니폼에 검은 리본을 달았으며, 경기장의 깃발은 그를 추모하기 위해 조기로 게양되었다. 레인저스 재단은 스톤 가족을 위한 추모 기금을 마련했다.
스톤이 떨어진 개구부 위에는 방수포가 설치되었다. 레인저스 팀 사장 놀런 라이언은 난간 높이가 건축 법규 요구 사항을 초과하지만, 팬들의 안전을 보장하기 위해 "무엇이든" 할 것이라고 말했다. 2011년 7월 20일, 레인저스는 좌석 구역 앞의 모든 난간을 42 인치 (110 cm) 높이로 올릴 것이라고 발표했다. 2011년 8월 10일, 팀은 스톤을 추모하는 동상을 세울 것이라고 발표했다. 쿠퍼는 2012년 4월 5일 동상 제막식에 참여했다. 동상은 야구 모자를 쓴 그와 그의 아버지를 묘사한다. 그들은 마치 이야기하는 것처럼 손을 잡고 서로를 바라보고 있다. 동상에는 "섀넌 스톤을 추모하며, 경기를 사랑하는 모든 팬들에게 바친다"고 새겨져 있다.
2011년 9월 30일, 쿠퍼는 탬파베이 레이스와의 2011 ALDS 1차전 전에 아버지를 기리기 위해 시구를 했다.

## 주요 행사

### 메이저 리그 베이스볼
알링턴 야구장은 하나의 퍼펙트 게임이 펼쳐진 곳이다. 케니 로저스는 1994년 7월 28일 캘리포니아 에인절스를 상대로 27명의 타자를 모두 처리했다.
이 야구장에서는 1995년 메이저 리그 베이스볼 올스타전이 개최되었다. 첫 MLB 정규 시즌 인터리그 경기는 1997년 6월 12일 레인저스와 샌프란시스코 자이언츠가 경기를 치렀을 때 이곳에서 열렸다. 그날 밤 네 번의 인터리그 경기가 예정되어 있었지만, 나머지 세 경기는 서부 해안에서 열렸기 때문에 자이언츠-레인저스 경기가 다른 경기보다 먼저 시작되었다.
1999년 9월 18일, 짐 모리스는 이곳에서 35세의 나이로 메이저 리그에 데뷔했는데, 이는 그가 네 번의 팔 수술 후 야구에서 은퇴한 지 10년 만이었다. 모리스는 1970년 미니 멘도자 이후 메이저 리그에 데뷔한 최고령 선수가 되었다.
레인저스가 이곳에서 처음으로 승리한 포스트시즌 경기는 2010년 10월 16일 ALCS 2차전에서 양키스를 상대로 7대2로 승리한 경기였다. 6일 후, 레인저스는 ALCS 6차전에서 뉴욕 양키스를 6대1로 꺾고 사상 첫 아메리칸 리그 페넌트를 확정지었으며, 전 레인저스 선수 알렉스 로드리게스에게 9회 마지막 아웃을 잡았다.
알링턴의 야구장에서는 두 번의 월드 시리즈가 열렸다. 레인저스는 2010년 월드 시리즈 3, 4, 5차전을 주최했고, 샌프란시스코 자이언츠가 마지막 두 경기를 승리하여 5차전에서 시리즈를 우승했다. 2011년 월드 시리즈 3, 4, 5차전도 이곳에서 열렸으며, 레인저스는 3번의 홈 경기 중 2번을 승리했지만, 세인트루이스 카디널스에게 6차전과 7차전을 세인트루이스에서 패했다. 이는 댈러스-포트워스 도시권에서 슈퍼볼 XLV와 2011년 NBA 파이널과 함께 같은 해에 열린 세 가지 스포츠 챔피언십 중 하나였다.

### 대학 야구
이곳에서는 2002년 빅 12 컨퍼런스 야구 토너먼트와 2004년 빅 12 컨퍼런스 야구 토너먼트가 개최되었다. 2013년부터 텍사스-알링턴 매버릭스 야구팀은 매년 3월마다 이 경기장에서 한 경기를 개최한다.

### 대중 문화
월트 디즈니 픽처스의 루키의 장면들이 이곳에서 촬영되었다. 촬영에는 배우 데니스 퀘이드(짐 모리스 역)가 실제 진행 중인 경기 세븐스이닝 스트레치 동안 방문팀 불펜에서 경기장으로 달려나가는 장면이 포함되었다.
이 야구장과 게임의 전설 박물관은 North Texas Explorer 에피소드에 소개되었다.

## 야구 외 행사

### 콘서트
| 날짜             | 아티스트        | 오프닝 액트                             | 투어 / 콘서트 이름             | 관객수          | 수익       | 비고   |
| ---------------- | --------------- | --------------------------------------- | ------------------------------ | --------------- | ---------- | ------ |
| 2013년 11월 9일  | 엘리 영 밴드    | 조시 애벗 밴드 이스턴 코빈 톰슨 스퀘어  | 하우스 파티                    | —               | —          | [ 49 ] |
| 2014년 11월 8일  | 엘리 영 밴드    | 개리 앨런 팻 그린 코디 존슨 매디 & 태이 | 하우스 파티 II                 | —               | —          | [ 50 ] |
| 2019년 6월 14일  | 폴 매카트니     | —                                       | 프레션 업                      | 45,024 / 45,024 | $6,313,791 | [ 51 ] |
| 2019년 10월 11일 | 제이슨 올딘     | —                                       | 라이드 올 나이트 투어          | —               | —          | [ 52 ] |
| 2019년 10월 12일 | 빌리 조엘       | —                                       | 빌리 조엘 인 콘서트            | 43,626 / 43,626 | $5,405,903 | [ 53 ] |
| 2020년 11월 28일 | 포 킹 앤 컨트리 | —                                       | 어 드러머 보이 크리스마스 투어 | —               | —          | [ 54 ] |

### 미식축구
XFL이 2020년 5주 만에 중단되기 전까지 댈러스 레니게이드스는 이 경기장에서 세 경기를 치렀다. 그들은 시즌 개막전에서 세인트루이스 배틀호크스에게 15대9로 패한 것을 시작으로 세 경기 모두 패했다. 휴스턴 레프넥스가 4주차에 레니게이드스를 27대20으로 꺾은 후, 글로브 라이프 파크에서의 마지막 경기는 뉴욕 가디언즈에게 30대12로 패한 경기였다. 댈러스 레니게이드스는 2023년 시즌부터 이 경기장에서 경기를 계속할 예정이며, 경기장은 정규 시즌 동안 8개 팀 모두의 허브 역할을 하며, 나머지 7개 팀은 매주 홈 경기장으로 이동한다. 2024년, XFL은 유나이티드 스테이츠 풋볼 리그와의 합병을 앞두고 이 경기장이 합병된 리그의 허브 역할을 다시 할 것이라고 밝혔다.
2021년과 2022년에는 텍사스 서던 타이거스 미식축구와 서던 유니버시티 재규어스 미식축구가 대결하는 연례 알링턴 쇼다운의 홈 구장이었다.
이 경기장은 대학간 경기 연맹의 일환으로 알링턴 독립 교육구의 고등학교 미식축구 경기를 주최한다.

### 럭비 유니온
이 경기장은 2022년 창립 시즌부터 2024년 9월 클럽 운영이 중단될 때까지 메이저 리그 럭비의 댈러스 재칼스의 홈이었다.

### 축구
아틀레티코 마드리드와 치바스 과달라하라의 인터내셔널 챔피언스컵 축구 경기가 2019년 7월 23일에 열렸다. 이는 촉토 스타디움에서 프로 클럽 간의 축구 경기가 열린 첫 번째 사례였다.
USL 리그 1의 노스 텍사스 SC는 2020년부터 프리스코의 이전 홈구장에서 촉토 스타디움으로 이전했다. 이 클럽은 2026년에 경기장을 떠나 텍사스주 맨스필드로 이전할 예정이다.

### 기타 행사
2014년 9월 20일 열린 댈러스/포트워스 근육병 협회 머슬 워크(Muscle Walk) 행사의 장소였다. 이 행사는 2010년부터 2013년까지 AT&T 스타디움(이전 카우보이즈 스타디움)에서 개최되었다.
2019년 6월 17일, EF-1 등급으로 추정되는 토네이도가 촉토 스타디움 근처 알링턴에 상륙했다. 관계자들은 폭풍이 좌측 필드의 방풍막을 손상시키고 좌측 필드 지붕의 작은 부분을 손상시켰다고 밝혔다. 또한, 좌측 필드 파울 폴의 칙필레(Chick-fil-A) 간판이 손상되었다.

## 같이 보기
- 텍사스 레인저스 명예의 전당
- 럭비 유니온 경기장 목록 (수용 인원별)
- 경기장 목록